# Ereso
Ereso (en griego Ερεσός, en latín Eresus) y su pueblo de playa gemelo Skala Ereso se encuentran en la parte suroeste de la isla griega de Lesbos. Son pueblos visitados por un número considerable de turistas. Desde 1999 hasta 2010, Ereso y el pueblo de Antissa constituyeron el municipio de Eresos-Antissa. Desde 2010 hasta 2019, Eresos fue parte del municipio de Lesbos y desde 2019 es parte del municipio de Lesbos Occidental.
Ereso  fue una ciudad de Lesbos en la costa suroccidental al suroeste de Metimna, situada en una colina frente al mar a no demasiada distancia del cabo Sígrion (Sigrium). El topónimo es Ἕρεσος, ή o Ἐρεσός, o también Ἐρεσσός. El gentilicio es Ἐρέσιος, eresio.

## Historia
Éreso era miembro de la Liga de Delos, y al igual que Quíos y las ciudades lesbias de Mitilene, Antisa y Pirra, gozaba de autonomía en su seno. No estaban sujetas a tributo (phoros), sino que contribuían con su propia flota, bajo el mando de sus propios oficiales.
La ciudad fue aliada de Mitilene y de otras ciudades de la isla en la revuelta contra Atenas durante la guerra del Peloponeso (428 a. C.). Tras la infructuosa expedición de Mitilene contra Metimna, y antes de que los atenienses asediaran su ciudad, los mitileneos aseguraron su posición en Antisa, Pirra y Ereso, y reforzaron las murallas de las tres ciudades El general ateniense Paques sometió Pirra y Ereso. En 427 a. C., tras la toma de Mitilene, los atenienses se apoderaron de todas las poblaciones sujetas a los mitileneos.
Otra revuelta en el 412 a. C. acabó igualmente con su sumisión; una tercera revuelta estalló poco después y la ciudad fue asediada por la flota ateniense dirigida por Trasíbulo, pero hubo de levantar el asedio para seguir a los espartanos hasta el Helesponto. 
En 411 a. C., unos exiliados de Metimna consiguieron provocar la defección de Ereso. Los generales atenieses Trasilo y Trasíbulo la sometieron a asedio, pero lo levantaron al recibir noticias de que las naves peloponesias estaban en el Helesponto.
A principios del siglo IV a. C. era aliada de Esparta. En el 392 a. C., Trasíbulo  se dirigió con su flota contra las ciudades de Lesbos, ya que todas habían defeccionado excepto Mitilene. Fondeó en la costa de Ereso, donde a causa  de una tempestad perdió 23 trirremes. Conquistó Metimna, y en virtud de uno de los términos de la capitulación se apoderó de Antisa y Ereso.
Se unió a la Segunda Liga ateniense probablemente en 375 a. C.
Durante la tiranía de Hermón, Nereo y Apolodoro se unió a la Liga de Corinto, probablemente en 337 a. C. En 333 a. C. Ereso fue tomada por Memnón de Rodas, y Argonipos y Eurisilaos detentaron la tiranía hasta el siguiente año, en el que los macedonios conquistaron Lesbos, y depusieron a los tiranos. Se los entregaron a los eresios, que los condenaron a muerte y los ejecutaron. Después Ereso fue probablemente una democracia.
Casi todo lo que se conoce acerca de la organización política de Ereso deriva de un dossier de documentos, todos ellos relacionados con los juicios contra los tiranos Argonipos y Eurisilaos, y los descendientes de los antiguos tiranos.
Fue el lugar de nacimiento de Tírtamos, discípulo de Aristóteles, que le llamaba Teofrasto. Otro discípulo, Fanias, también nació en la ciudad. El poeta Arquestrato, en su libro Gastronomía, alaba la harina de Ereso. 
Acuñó monedas en los siglos IV y IIII a. C. con la leyenda ΕΡΕΣΙ o ΕΡΕ. Con frecuencia figura en el anverso la cabeza de Hermes con un pétaso, y en el reverso un caduceo.